# Michel Ney
Michel Ney (10. januar 1769 – 7. december 1815) var fransk feltmarskal fra 1804, da han blev udnævnt af Napoleon. 
Ney blev kendt som "den tapreste af de tapre". Han siges at have været den sidste franske soldat, der forlod russisk jord efter tilbagetoget 1812. 
Da Napoleon abdicerede i 1814, kom Ney i tjeneste hos den nye franske konge. Da Napoleon vendte tilbage fra sit eksil på Elba, blev Ney sendt af sted for at stoppe den tidligere kejser, men han blev imidlertid overtalt af Napoleon til igen at støtte sin gamle leder. Således begyndte "de hundrede dage". Ney deltog også i Slaget ved Waterloo. Da Napoleon endeligt var besejret, blev Ney dømt til døden for forræderi. Han afviste at få bind for øjnene og fik den ære at kommandere sin egen henrettelse.